# Лазар Цунев
Лазар Цунев е български просветен деец от късното Българско възраждане в Македония.

## Биография
Роден е в гевгелийското село Шльопинци. До 1898 година учи в Санктпетербургската, а в 1900 година завършва Казанската духовна академия.
Преподава в Битолската българска класическа гимназия. В 1905 година е нападнат от грък в Битоля и е ранен във врата. След сблъсък на Българската екзархия, която изпратила Цунев за учител в Битоля, и Битолския революционен комитет на ВМОРО, Цунев е преместен от Битоля в Цариград.
В 1910 година е избран за член на Управителния съвет на Българската матица. В учебната 1910 - 1911 година е учител в Солунската българска девическа гимназия.
Загива на 3 март 1920 година при атентата в театър „Одеон“ в София.